# Agência de Defesa contra Mísseis

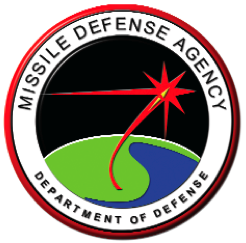
Símbolo da Agência de Defesa Contra Mísseis - Departamento de Defesa

A Agência de Defesa contra Mísseis (ADM) é a seção do Departamento de Defesa do Governo Federal dos Estados Unidos da América responsável por desenvolver uma camada de defesa contra mísseis balísticos.

## Estamento da Missão
De acordo com a web-page da agência:
"A missão da Agência de Mísseis de Defesa é desenvolver, testar e preparar para o estendimento de um sistema de mísseis de defesa. Usando inteceptores terra, mar, ar e sensores espaciais e gerenciamento de sistemas de comando e controles, o sistema de mísseis de defesa planejados será capaz de empregar todas as classes e alcances de ameaças de mísseis balísticos. Nossa estratégia programática é desenvolver, teste rigoroso, e contínua produção avaliativa, estendendo e alternativas operacionais para o sistema de mísseis balísticos de defesa. Sistemas de mísseis de defesa estão sendo desenvolvidos e testados pela ADM são baseadas primariamente na tecnologia "bater para matar". Foi descrito como acertar uma bala com uma bala, uma capacidade que tem se demonstrado com sucesso em teste após teste."
ADM divide seus sistemas em 3 categorias: fase de impulso, fase de meio curso e fase terminal, cada correspondente a uma diferente fase da ameaça do regime de vôo do míssil balístico. Cada fase oferece diferentes vantagens e desvantagens para um sistema de míssil de defesa (ver mísseis de defesa classificados por fase da trajetória), assim a camada de defesa aproxima o conceito deveria aperfeiçoar completamente a efetividade de defesa.

## Fase de Impulsão de defesa
- Interceptor de Energia Cinética (IEC)- em dezembro de 2003, ADM premiou um contrato para Northrop Grumman por desenvolver e testar- talvez depois também para ser aplicado para em defesa de meio curso. Tem que ser lançado de uma localização não muito longe do terreno de lançamento do míssil alvo (e então menos adequado contra grandes países). Tem de ser disparado o mais rápido após lançar do alvo, e tem que ser muito rápido que si mesmo (6 km/s).
- Laser Airbone- Equipe ALB (LAB) propôs e venceu o contrato para este sistema em 1996.

Um pode distinguir desabilitando as ogivas e apenas desabilitando a capacidade de implusão. A posterior possui o risco de "defeito": danos nos países entre o lugar de lançamento e a localização do alvo.
Ver também Relatório da Sociedade Americana de Física (APS report) 

## Fase de defesa de meio curso (balística)
- Defesa de Meio Curso Baseado no Chão (DMCC)
- Aegis BMD
- Veículo de Morte Múltipla (VMM, orignalmente Veículo de Matar de Miniatura)

## Fase de Defesa Terminal
- Área de Defesa Terminal de Alta Altitude (ADTAA)
- Capacidade Avançada PATRIOT-3 (CAP-3), Ver MIM-104 Patriot
- Míssil Flecha, um esforço conjunto entre os E.U.A. e Israel.
- Sistema de Defesa Aérea Meio Estendida (SDAME), programa de co-desenvolvimento DOD, Alemanha e Itália.